# 苏希斯塔夫
47°13′27″N 32°36′50″E / 47.22417°N 32.61389°E
苏希斯塔夫（烏克蘭語：Сухий Став），2024年9月前名为切爾沃内斯塔夫（烏克蘭語：Червоний Став），是烏克蘭的村落，位於該國南部尼古拉耶夫州，由巴什坦卡區巴什坦卡市镇負責管轄，始建於1927年，面積0.69平方公里，海拔高度64米，2001年人口198，人口密度每平方公里287人。
2024年9月19日，乌克兰最高拉达将此村的名字改为苏希斯塔夫。